# Vejlestadion
Het Vejle Stadion is het voetbalstadion van de Deense voetbalclub Vejle BK. Het stadion ligt in het noorden van Vejle (Nørreskoven) aan de Helligkildevej.
In 2004 besloot de gemeente Vejle om een nieuw stadion in Nørreskoven te bouwen. In 2008 begon de bouw en op 9 maart 2008 werd het stadion feestelijk geopend met een eerste wedstrijd. De bekerwedstrijd Vejle BK tegen FC Midtjylland eindigde in 1 - 2 na doelpunten van de bezoekers in de slotminuten.
In maart 2010 kocht Jokri A/S de naamrechten van het stadion voor een vijfjarige periode en doopte het stadion om in Jokri Park. Johnny Kristiansen, de eigenaar van Jokri A/S, was tevens bestuurslid van de professionele divisie van Vejle BK. In februari 2012 nam Jokri A/S de optie het sponsorcontract te beëindigen. Sindsdien heet het weer Vejlestadion.
In 2011 fuseerde Vejle BK met Kolding FC tot Vejle BK Kolding. Het stadion van Vejle BK werd het algemene stadion van de voetbalclub. Het stadion van Kolding FC werd het stadion van de jeugdploegen. Al na twee jaar werd de fusie opgeheven, waardoor de ploegen weer hun eigen weg gingen.
Blue Water Arena (Esbjerg fB) ·
Brøndbystadion (Brøndby IF) ·
Cepheus Park Randers (Randers FC) ·
DS Arena (Hobro IK) ·
Farum Park (FC Nordsjælland) ·
MCH Arena (FC Midtjylland) ·
Nordjyske Arena (Aalborg BK) ·
NRGi Park (Aarhus GF) ·
Odensestadion (Odense BK) ·
Parken (FC Kopenhagen) ·
Sydbank Park (SønderjyskE) ·
Viborgstadion (Viborg FF)
CASA Arena Horsens (AC Horsens) ·
Harboe Arena Slagelse (FC Vestsjælland) ·
Helsingørstadion (FC Helsingør) ·
Herfølgestadion (HB Køge) ·
Hjørringstadion (Vendsyssel FF) ·
Lyngbystadion (Lyngby BK) ·
Mascot Park (Silkeborg IF) ·
Monjasa Park (FC Fredericia) ·
Næstvedstadion (Næstved BK) ·
Roskilde Idrætspark (FC Roskilde) ·
Spar Nord Arena (Skive IK) ·
Vejlestadion (Vejle BK)